# Constituição Francesa de 1802 (Ano X)

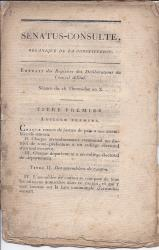
Original do "Senatus-Consulto Orgânico do Ano X", que instituiu a Constituição de 1802.

A Constituição Francesa de 1802, também conhecida como Constituição do Ano X ou "Senatus-Consulto Orgânico de 16 de Termidor do Ano X", foi a lei fundamental francesa que alterou a Constituição de 1799 (Ano VIII), concedendo a vitaliciedade ao Primeiro Cônsul Napoleão Bonaparte e o poder de escolha de seu sucessor ao Senado francês. Foi proposta pelo próprio Napoleão e aprovada por plebiscito em 1802.

## Contexto

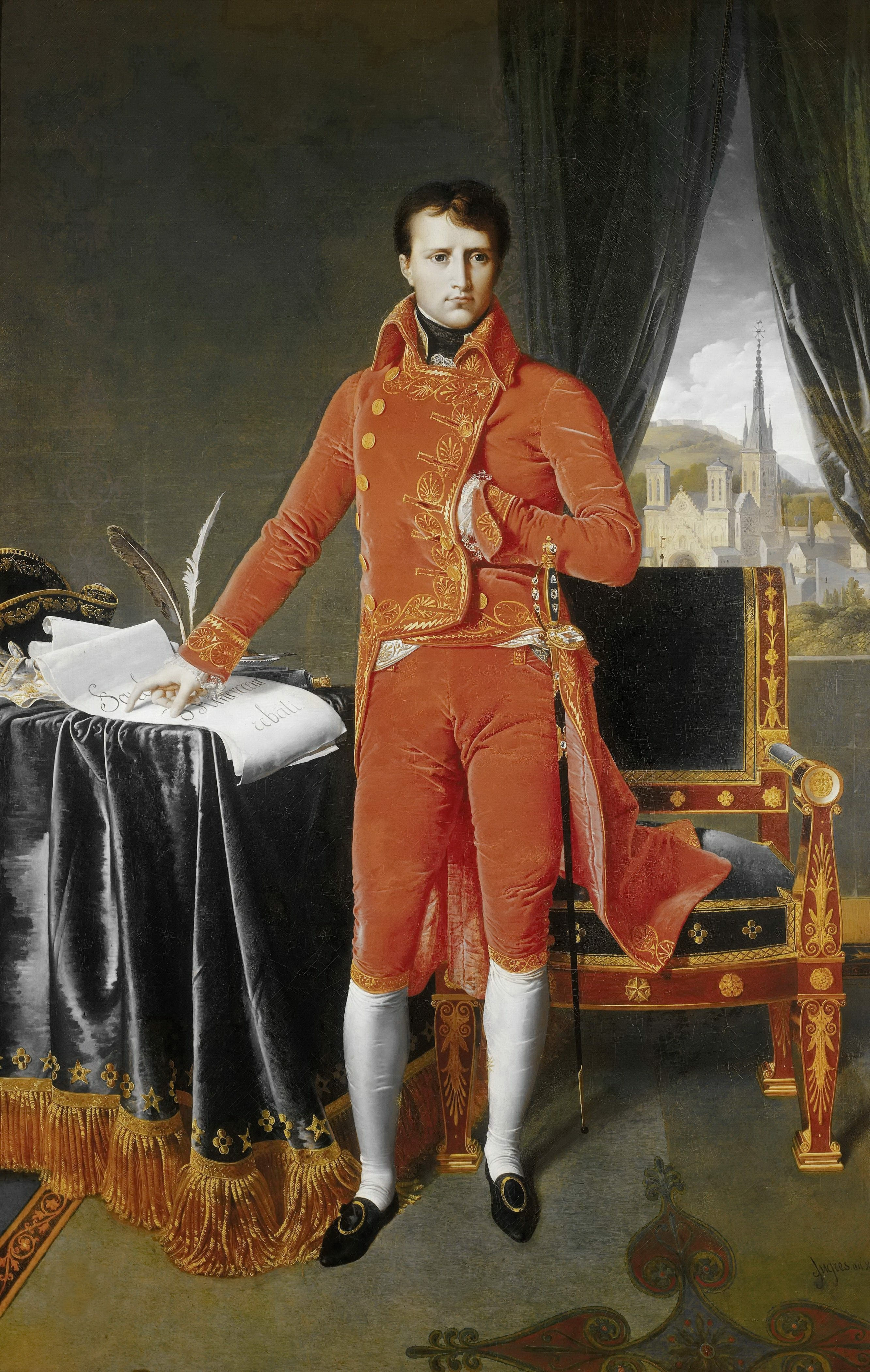
Napoleão Bonaparte, Primeiro Cônsul (1802).

Após o golpe de Estado de 18 de Brumário do ano VIII (1799) e a instauração do Consulado (1799-1804), Napoleão Bonaparte, Primeiro Cônsul da República Francesa, passou a concentrar cada vez mais poderes em suas mãos, mantendo os outros dois cônsules, Jean Jacques Régis de Cambacérès e Charles-François Lebrun, com prerrogativas executivas esvaziadas. Em 14 de Termidor do Ano X (1802), após um plebiscito, o Senado da França confirmou a vitaliciedade e hereditariedade do cargo de Primeiro Cônsul, propostas pelo próprio Napoleão.
A nova lei constitucional vigorou até 1804, quando foi instituído o Primeiro Império Francês, regido pela Constituição do Ano XII (1804).

## Princípios
O Senado passou a ter seus poderes ampliados em relação ao restante do Legislativo. Somado a isso, a nomeação dos cônsules passou a se dar a partir do Senado, cabendo ao Primeiro Cônsul apresentar seus indicados ao cargo de segundo e terceiro cônsules, caso vagos. Entretanto, ao Senado ficou reservado somente o direito de negar a nomeação dos indicados apenas duas vezes: ao apresentar um terceiro candidato, este necessariamente seria nomeado. Da mesma maneira, o Primeiro Cônsul poderia apresentar seus candidatos a sucessor quando achasse conveniente, conforme os artigos 41 e 42 da nova constituição. Na prática, o novo texto esvaziava o "triunvirato" anteriormente instituído e concentrava todos os poderes executivos nas mãos do Primeiro Cônsul, agora vitalício.
O documento, ainda, revogava o direito ao divórcio, restaurava o status privilegiado da Igreja Católica na França e reforçava o novo Código Civil napoleônico. A nova lei constitucional manteve a exclusão da Declaração dos Direitos do Homem e do Cidadão de seu preâmbulo, embora mantivesse a forma republicana do Estado francês. É considerada como a transição efetiva entre a república e o retorno a um regime monárquico na França pós Revolução.